# Canton de Murat
Le canton de Murat est une circonscription électorale française située dans le département du Cantal et la région Auvergne-Rhône-Alpes. À la suite du redécoupage cantonal de 2014, les limites territoriales du canton sont remaniées. Le nombre de communes du canton passe de 15 à 27, puis 22, puis 26.

## Histoire
Un nouveau découpage territorial du Cantal entre en vigueur en mars 2015, défini par le décret du 13 février 2014, en application des lois du 17 mai 2013 (loi organique 2013-402 et loi 2013-403). Les conseillers départementaux sont, à compter de ces élections, élus au scrutin majoritaire binominal mixte. Les électeurs de chaque canton élisent au Conseil départemental, nouvelle appellation du Conseil général, deux membres de sexe différent, qui se présentent en binôme de candidats. Les conseillers départementaux sont élus pour 6 ans au scrutin binominal majoritaire à deux tours, l'accès au second tour nécessitant 12,5 % des inscrits au 1er tour. En outre la totalité des conseillers départementaux est renouvelée.
Ce nouveau mode de scrutin nécessite un redécoupage des cantons dont le nombre est divisé par deux avec arrondi à l'unité impaire supérieure si ce nombre n'est pas entier impair, assorti de conditions de seuils minimaux. Dans le Cantal, le nombre de cantons passe ainsi de 27 à 15. Le nouveau canton est formé principalement à partir des communes des anciens cantons de Murat et d'Allanche. Le nombre de communes du canton de Murat passe de 15 à 27.
La création de la commune nouvelle de Neussargues en Pinatelle, le 1er décembre 2016, amène ce nombre à 23 et celle de Murat le 1er janvier 2017 à 22. La composition du canton est révisée par un décret du 7 novembre 2019. La dissolution de la commune de Neussargues en Pinatelle, le 1er janvier 2025, ramène ce nombre à 26.

## Canton depuis 2015

### Représentation

#### Conseillers départementaux (à partir de 2015)
| Période élective | Période élective | Mandat | Mandat   | Identité         | Nuance | Nuance | Qualité |
| ---------------- | ---------------- | ------ | -------- | ---------------- | ------ | ------ | --- |
| 2015             | 2021             | 2015   | 2021     | Bernard Delcros  |        | UDI    | Enseignant Maire délégué de Chalinargues (2016 → 2017), sénateur UC (2015 → )                                                    |
| 2015             | 2021             | 2015   | 2021     | Ghyslaine Pradel |        | DVD    | Maire de Neussargues en Pinatelle (2016 → 2020)                                                                                  |
| 2021             | 2028             | 2021   | en cours | Aurélie Bresson  |        | DVD    | Cadre de la fonction publique Maire de Vèze (2020 → )                                                                            |
| 2021             | 2028             | 2021   | en cours | Gilles Chabrier  |        | DVD    | Photographe Maire de Murat (2014 → ) 5e vice-président du Conseil départemental (Transition climatique et Développement durable) |

Lors des élections départementales de 2015, le binôme composé de Bernard Delcros et Ghyslaine Pradel (Divers) est élu au 1er tour avec 78,26 % des suffrages exprimés, devant le binôme composé de Claudette Bout et Patrick Meral (DVG) (21,74 %). Le taux de participation est de 57,63 % (4 353 votants sur 7 553 inscrits) contre 55,81 % au niveau départemental et 50,17 % au niveau national.
Lors des élections départementales de 2021, le binôme composé d'Aurélie Bresson  et Gilles Chabrier  (Divers) est élu au 1er tour avec 82,30 % des suffrages exprimés, devant le binôme composé de Sébastien Chapelle et Hélène Marcon  (SE) (17,70 %). Le taux de participation est de 46,35 % (3 287 votants sur 7 092 inscrits) contre 41,88 % au niveau départemental.

### Composition
Le nouveau canton de Murat comprend désormais vingt-six communes entières,.
| Nom                           | Code Insee | Intercommunalité            | Superficie (km2) | Population (dernière pop. légale) | Densité (hab./km2) | Modifier                                    |
| ----------------------------- | ---------- | --------------------------- | ---------------- | --------------------------------- | ------------------ | ------------------------------------------- |
| Murat (bureau centralisateur) | 15138      | CC Hautes Terres Communauté | 20,26            | 1 770 (2022)                      | 87                 | modifier les données · modifier les données |
| Albepierre-Bredons            | 15025      | CC Hautes Terres Communauté | 34,42            | 240 (2022)                        | 7,0                | modifier les données · modifier les données |
| Allanche                      | 15001      | CC Hautes Terres Communauté | 49,89            | 783 (2022)                        | 16                 | modifier les données · modifier les données |
| Celles                        | 15031      | CC Hautes Terres Communauté | 18,35            | 217 (2022)                        | 12                 | modifier les données · modifier les données |
| Chalinargues                  | 15035      | CC Hautes Terres Communauté | 27,55            | 311 (2022)                        | 11                 | modifier les données · modifier les données |
| La Chapelle-d'Alagnon         | 15041      | CC Hautes Terres Communauté | 9,20             | 258 (2022)                        | 28                 | modifier les données · modifier les données |
| Charmensac                    | 15043      | CC Hautes Terres Communauté | 15,17            | 72 (2022)                         | 4,7                | modifier les données · modifier les données |
| Chavagnac                     | 15047      | CC Hautes Terres Communauté | 16,58            | 91 (2022)                         | 5,5                | modifier les données · modifier les données |
| Cheylade                      | 15049      | CC du Pays Gentiane         | 32,81            | 224 (2022)                        | 6,8                | modifier les données · modifier les données |
| Le Claux                      | 15050      | CC du Pays Gentiane         | 28,07            | 161 (2022)                        | 5,7                | modifier les données · modifier les données |
| Dienne                        | 15061      | CC Hautes Terres Communauté | 46,33            | 238 (2022)                        | 5,1                | modifier les données · modifier les données |
| Joursac                       | 15080      | CC Hautes Terres Communauté | 21,11            | 155 (2022)                        | 7,3                | modifier les données · modifier les données |
| Landeyrat                     | 15091      | CC Hautes Terres Communauté | 21,28            | 86 (2022)                         | 4,0                | modifier les données · modifier les données |
| Laveissenet                   | 15100      | CC Hautes Terres Communauté | 10,79            | 135 (2022)                        | 13                 | modifier les données · modifier les données |
| Laveissière                   | 15101      | CC Hautes Terres Communauté | 34,93            | 526 (2022)                        | 15                 | modifier les données · modifier les données |
| Lavigerie                     | 15102      | CC Hautes Terres Communauté | 24,25            | 113 (2022)                        | 4,7                | modifier les données · modifier les données |
| Neussargues-Moissac           | 15141      | CC Hautes Terres Communauté | 13,62            | 834 (2022)                        | 61                 | modifier les données · modifier les données |
| Peyrusse                      | 15151      | CC Hautes Terres Communauté | 29,26            | 141 (2022)                        | 4,8                | modifier les données · modifier les données |
| Pradiers                      | 15155      | CC Hautes Terres Communauté | 23,61            | 81 (2022)                         | 3,4                | modifier les données · modifier les données |
| Saint-Saturnin                | 15213      | CC Hautes Terres Communauté | 38,71            | 191 (2022)                        | 4,9                | modifier les données · modifier les données |
| Sainte-Anastasie              | 15171      | CC Hautes Terres Communauté | 15,88            | 124 (2022)                        | 7,8                | modifier les données · modifier les données |
| Ségur-les-Villas              | 15225      | CC Hautes Terres Communauté | 26,69            | 215 (2022)                        | 8,1                | modifier les données · modifier les données |
| Ussel                         | 15244      | CC Saint-Flour Communauté   | 10,34            | 458 (2022)                        | 44                 | modifier les données · modifier les données |
| Vernols                       | 15253      | CC Hautes Terres Communauté | 24,20            | 59 (2022)                         | 2,4                | modifier les données · modifier les données |
| Vèze                          | 15256      | CC Hautes Terres Communauté | 25,46            | 64 (2022)                         | 2,5                | modifier les données · modifier les données |
| Virargues                     | 15263      | CC Hautes Terres Communauté | 11,03            | 117 (2022)                        | 11                 | modifier les données · modifier les données |
| Canton de Murat               | 1507       |                             | 629,79           | 7 664 (2022)                      | 12                 | modifier les données                        |

### Démographie
En 2022, le canton comptait 7 664 habitants, en évolution de −6,43 % par rapport à 2016 (Cantal : −1,08 %, France hors Mayotte : +2,11 %).
| 2013  | 2018  | 2022  |
| ----- | ----- | ----- |
| 8 365 | 8 077 | 7 664 |

## Canton avant 2015

### Représentation

#### Conseillers d'arrondissement (de 1833 à 1940)
Le canton de Murat avait trois conseillers d'arrondissement.
| Période                                  | Période      | Identité                                        | Étiquette | Qualité |
| ---------------------------------------- | ------------ | ----------------------------------------------- | --------- | --- |
| 1833                                     | 1843 (décès) | Jacques Maurice Teillard-Nozerolles (1801-1843) |           | Propriétaire à Murat, ancien commandant de la Garde nationale                                               |
| 1833                                     | 1839         | Jean-Emile Dubois                               |           | Procureur du Roi à Murat                                                                                    |
| 1833                                     | 1844 (décès) | Jean Joseph Benoid (1762-1844)                  |           | Propriétaire foncier, Président honoraire du Tribunal civil de Murat                                        |
| 1839                                     | 1874 (décès) | Jean-Baptiste Victor Marcombes (1798-1874)      |           | Juge d'instruction à Murat                                                                                  |
| 1843                                     | 1855         | H. Teissèdre                                    |           | Notaire |
| 1845                                     | 1848         | Hippolyte Benoid                                |           | Ancien substitut                                                                                            |
| 1848                                     | 1852         | Émile Teissèdre                                 |           | Propriétaire à Murat, élu conseiller général du canton de Condat                                            |
| 1852                                     | 1881 (décès) | Louis Duclaux (1813-1881)                       |           | Avocat à Murat puis juge à Mauriac, à Yssingeaux et à la Cour d'Appel de Riom                               |
| 1855                                     | 1861 (décès) | Jean-François Talandier de Lespinasse           |           | Maire de Moissac                                                                                            |
| 1862                                     | 1890 (décès) | Hippolyte Reynal de Teyssonnière                |           | Maire de Cheylade                                                                                           |
| 1874                                     | 1887 (décès) | Pierre Hector Clovis Veisseyre (1814-1887)      |           | Avocat, avoué, maire de Murat, Président du Conseil d'arrondissement                                        |
| 1881                                     | 1885         | Maurice Guibal (1842-1927)                      |           | Pharmacien, marchand de fromage et de denrées en gros à Neussargues, maire de Murat                         |
| 1886                                     | 1901         | Jacques Falcimagne                              |           | Propriétaire à Murat                                                                                        |
| 1890                                     | 1919         | Georges Brun                                    |           | Médecin, maire de Cheylade                                                                                  |
| 1892                                     | 1919         | Joseph François Alfred Talandier de Lespinasse  |           | Propriétaire du château de Moissac, maire de Neussargues                                                    |
| 1901                                     | 1919         | M. Durand-Peschaud                              |           | Médecin, maire de La Chapelle-d'Alagnon                                                                     |
| 1919                                     | 1925         | M. Serre                                        |           | Médecin, propriétaire au Cheylard                                                                           |
| 1919                                     | 1925         | François Joseph Solélis                         |           | Médecin, propriétaire à Neussargues                                                                         |
| 1919                                     | 1925         | Alphonse Gras                                   |           | Médecin à Murat                                                                                             |
| 1925                                     | 1940         | Antoine Viellard                                | Radical   | Maire de Laveissière                                                                                        |
| 1925                                     | 1940         | Émile Chappe                                    | Radical   | Maire du Claux                                                                                              |
| 1925                                     | 1940         | M. Coutarel                                     | Radical   | Propriétaire, maire de Neussargues                                                                          |
| 1940                                     |              |                                                 |           | Les conseils d'arrondissement ont été suspendus par la loi du 12 octobre 1940 et n'ont jamais été réactivés |
| Les données manquantes sont à compléter. |              |                                                 |           | |

#### Liste des conseillers généraux de 1833 à 2015
| Période          | Période      | Identité                                | Étiquette                 | Qualité                                                                                  |
| ---------------- | ------------ | --------------------------------------- | ------------------------- | ---------------------------------------------------------------------------------------- |
| 1833             | 1844 (décès) | Jean-François Teillard-Nozerolles       | Majorité ministérielle    | Avocat Président du Tribunal civil de Murat Député (1830-1844)                           |
| 1844             | 1865         | Jean-Emile Dubois                       |                           | Président du Tribunal civil de Murat, ancien conseiller d'arrondissement                 |
| 1865             | 1871         | Maurice Teillard-Nozerolles (1830-1905) |                           | Juge au Tribunal civil de Murat                                                          |
| 1871             | 1885 (décès) | Guillaume Teissèdre                     | Centre gauche             | Notaire - Député (1877-1881) Président du Conseil Général                                |
| 1885             | 1898         | Maurice Guibal                          | Républicain               | Pharmacien, marchand de fromage Maire de Murat (1881-1895), conseiller d'arrondissement  |
| 1898             | 1928 (décès) | Gabriel Peschaud                        | Républicain               | Médecin Maire de Murat (1897-1928) Député (1898-1902) Sénateur (1912-1921)               |
| 1928             | 1940         | Hector Peschaud (fils du précédent)     | Rad.                      | Médecin Maire de Murat (1928-1944)                                                       |
|                  |              |                                         |                           |                                                                                          |
| 1945             | 1968 (décès) | Hector Peschaud                         | DVD-RPF puis CR puis CNIP | Maire de Murat (1946-1968) Sénateur (1946-1968) Président du Conseil Général (1951-1967) |
| 17 novembre 1968 | 1979         | Antoine Tabayse (1919-2004)             | DVG                       | Chef d'entreprise Maire de Murat (1969-1977)                                             |
| 1979             | 1992         | Maurice Capelle                         | CNI                       | Maire de Virargues (1959-2001)                                                           |
| 1992             | 1998         | Emmanuel Grèze                          | app. RPR                  | Pharmacien biologiste Maire de Murat (1983-2001)                                         |
| 1998             | 2015         | Bernard Delcros                         | DVD                       | Enseignant Maire de Chalinargues (2001-2016) Sénateur Union centriste depuis 2015        |

#### Résultats électoraux détaillés
- Élections cantonales de 2004 : Bernard Delcros   (Divers droite) est élu au 1er tour avec 70,02 % des suffrages exprimés, devant Jean-Luc Boussuge   (PS) (25,33 %) et Brigitte Adamiak (FN) (4,65 %). Le taux de participation est de 70,74 % (3 803 votants sur 5 376 inscrits)[19].
- Élections cantonales de 2011 : Bernard Delcros   (Divers droite) est élu au 1er tour avec 87,92 % des suffrages exprimés, devant Michel Verniole   (PCF) (12,08 %). Le taux de participation est de 69,54 % (1 422 votants sur 2 045 inscrits)[20].

### Composition
Le canton de Murat regroupait quinze communes.
| Nom                   | Code Insee | Codepostal | Superficie (km2) | Population (dernière pop. légale) | Densité (hab./km2) |
| --------------------- | ---------- | ---------- | ---------------- | --------------------------------- | ------------------ |
| Murat (chef-lieu)     | 15138      | 15300      | 6,5              | 1 911 (2012)                      | 294                |
| Albepierre-Bredons    | 15025      | 15300      | 34,42            | 221 (2012)                        | 6,4                |
| Celles                | 15031      | 15170      | 18,35            | 224 (2012)                        | 12                 |
| Chalinargues          | 15035      | 15170      | 27,55            | 426 (2012)                        | 15                 |
| La Chapelle-d'Alagnon | 15041      | 15300      | 9,20             | 242 (2012)                        | 26                 |
| Chastel-sur-Murat     | 15044      | 15300      | 13,79            | 128 (2012)                        | 9,3                |
| Chavagnac             | 15047      | 15300      | 16,58            | 108 (2012)                        | 6,5                |
| Cheylade              | 15049      | 15400      | 32,81            | 246 (2012)                        | 7,5                |
| Le Claux              | 15050      | 15400      | 28,07            | 205 (2012)                        | 7,3                |
| Dienne                | 15061      | 15300      | 46,33            | 263 (2012)                        | 5,7                |
| Laveissenet           | 15100      | 15300      | 10,79            | 98 (2012)                         | 9,1                |
| Laveissière           | 15101      | 15300      | 34,93            | 565 (2012)                        | 16                 |
| Lavigerie             | 15102      | 15300      | 24,25            | 105 (2012)                        | 4,3                |
| Neussargues-Moissac   | 15141      | 15170      | 13,62            | 986 (2012)                        | 72                 |
| Virargues             | 15263      | 15300      | 11,03            | 135 (2012)                        | 12                 |

### Démographie
| 1962  | 1968  | 1975  | 1982  | 1990  | 1999  | 2006  | 2011  | 2012  |
| ----- | ----- | ----- | ----- | ----- | ----- | ----- | ----- | ----- |
| 8 834 | 8 383 | 7 871 | 7 297 | 7 052 | 6 353 | 6 108 | 5 943 | 5 863 |